# Среднедонская операция
Среднедонская наступательная операция или Операция «Малый Сатурн» — наступательная операция, проведённая 16 — 30 декабря 1942 года в ходе контрнаступления советских войск под Сталинградом силами Юго-Западного и левого фланга Воронежского фронтов.

## Советский план «Сатурн»
Первоначально ставкой ВГК планировалась наступательная операция под кодовым названием «Сатурн», но был сделан вывод, что для этой операции недостаточно сил. Поэтому планы советского командования были скорректированы — уменьшены цели и масштаб операции. Скорректированный план получил название «Малый Сатурн».

## Цели, силы и средства в операции «Малый Сатурн»
Целями операции являлся разгром противника, занявшего позиции на среднем Дону, а также последующее наступление на захваченный немецкими войсками Ростов-на-Дону.
Для операции были привлечены 6-я армия Воронежского фронта (командующий фронтом — генерал-лейтенант Филипп Голиков) и часть Юго-Западного фронта, в частности, 1-я и 3-я гвардейские армии, 5-я танковая армия, 2-я и 17-я воздушные армии (командующий — генерал-полковник Николай Ватутин). В операции со стороны Красной Армии были задействованы 36 дивизий численностью более 689 тысяч человек, более 5 тысяч орудий и миномётов, свыше 1 тысячи танков, более 400 самолётов.
Противостоявшие Красной Армии войска стран Оси включали в себя 8-ю итальянскую, 3-ю румынскую армии группы армий «Дон» под командованием фельдмаршала Манштейна. Эти армии насчитывали 27 дивизий численностью 459 тысяч человек, более 6 тысяч орудий и миномётов, около 600 танков и около 500 самолётов. Оборона итальянцев и румын была слабой, итальянцы практически не имели хороших укрытий и окопов, были слабо оснащённые и подготовленные в инженерном отношении, лишь несколько немецких дивизий в этом районе, приданные для усиления союзникам Оси, имели хорошую укреплённость.

## Ход операции
После того, как в Сталинграде была окружена 6-я армия фельдмаршала Паулюса, 12 декабря 1942 года немецкие войска попытались деблокировать её. В связи с этим вместо удара на Ростов-на-Дону командованием было принято решение о перенаправлении основных сил, задействованных в операции, на юго-восток, с выходом на Морозовск, и разгромом группировки противника в районе этого населённого пункта. Тем самым попытки немцев деблокировать 6-ю армию должны были быть провалены.
Изначально Ставка планировала начать операцию «Сатурн» 25 ноября, но этот срок был перенесён на 16 декабря, поскольку советские войска не могли выбить противника с плацдарма в нижнем течении реки Чир (см. Сражение на реке Чир). Наступление Красной армии в этом районе началось 30 ноября, в нём участвовало около 50 000 солдат, что вынудило Манштейна использовать 48-й танковый корпус для удержания этого района. 5-я танковая армия была усилена новой 5-й ударной армией, сформированной из существующих соединений Юго-Западного и Сталинградского фронтов; 5-я танковая армия имела около 70 тыс. человек, 252 танка и 814 орудий. Этим силам не удалось очистить излучину Чира, но удалось связать 48-й танковый корпус, первоначально выбранный для нанесения удара по прорыву окружению. В результате основное наступление на Сталинград повела только 4-я ТА вермахта.
16 декабря 1942 года советские войска перешли в наступление. Эффективность артиллерии и авиации была низкой, ввиду густого тумана. Войска групп армий «Б» и «Дон» оказывали ожесточённое сопротивление, в результате чего наступление развивалось медленно. Когда туман спал, авиация и артиллерия стали работать в полную силу. 17 декабря в действие были введены 4 советских танковых корпуса (17-й (87 танков Т-34, 57 танков Т-70), 18-й (60 танков Т-34, 26 танков Т-70), 24-й (89 танков Т-34, 59 танков Т-70), 25-й (73 танка Т-34, 6 танков Т-70, 52 танка Т-60), в результате чего в тот же день тактическая зона обороны была прорвана, и советские войска продвинулись вглубь на 20—25 километров. 18 декабря немцы попытались остановить их продвижение, перебросив дополнительные силы авиации, пехоты и бронетехники. Тем не менее за 8 дней наступления советские войска продвинулись на 100—200 километров, а 24-й танковый корпус (В. М. Баданов) продвинулся на 240 километров, овладев 24 декабря 1942 года станицей Тацинской и уничтожив на её окраине Тацинский аэродром — один из основных аэродромов снабжения окружённой в Сталинграде 6-й армии Паулюса. 22 декабря началось наступление 5-й танковой армии, но оно большого развития не получило, однако при этом оно сковало большие вражеские соединения севернее Тормосина. 24 декабря в районе Алексеево-Лозовское — Верхнечирский была разгромлена 8-я итальянская армия. К 30 декабря операция была завершена.

## Итоги операции

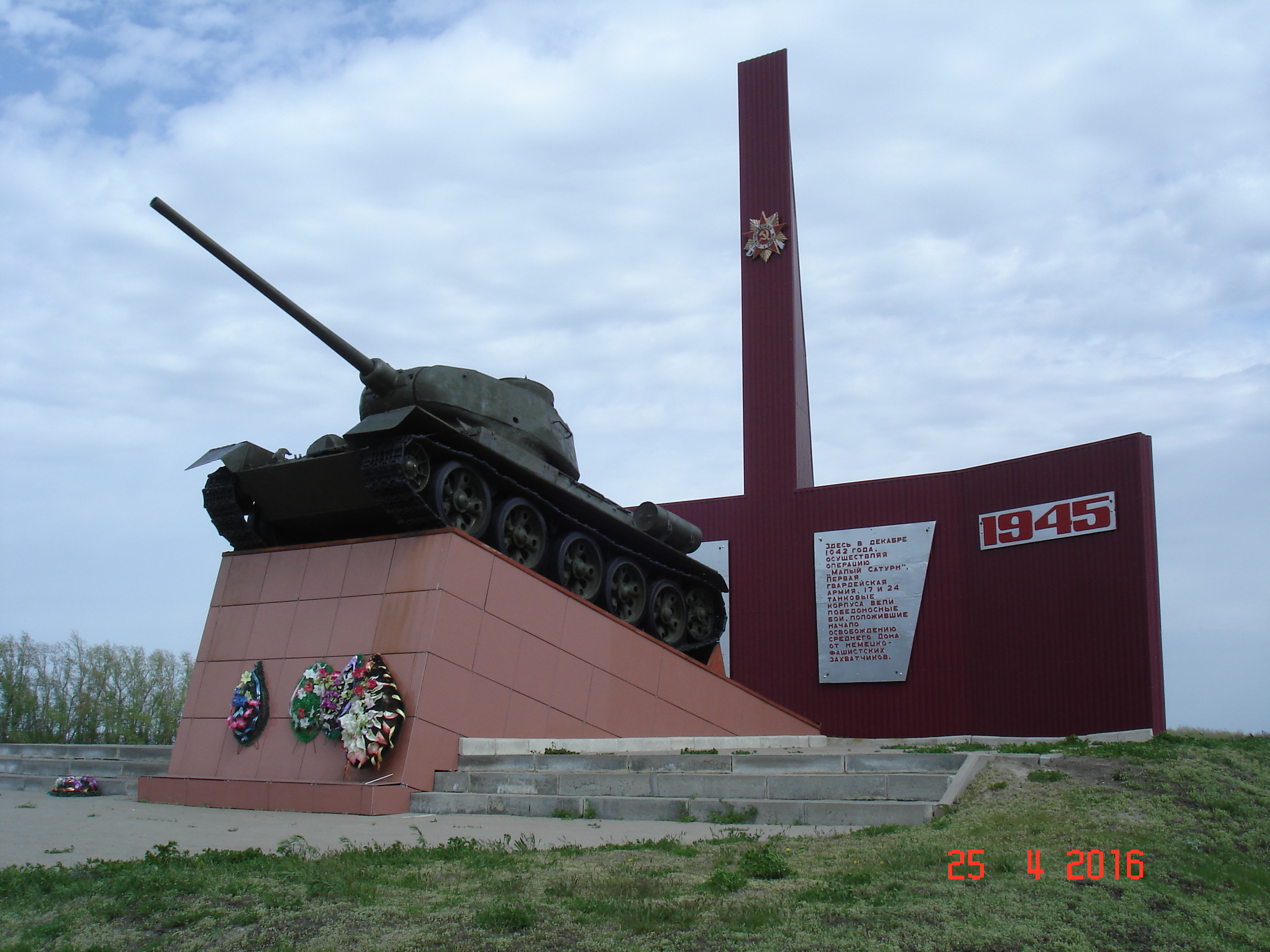
Памятник Среднедонской операции

В результате успешно проведённой советскими войсками Среднедонской операции был прорван вражеский фронт шириной до 340 километров. Были разгромлены 5 итальянских, 5 румынских и 1 немецкая дивизии, а также 3 итальянские бригады. Понесли тяжёлые потери 4 пехотных и 2 танковых немецких дивизии. В результате наступления силы, задействованные в операции, продвинулись в тыл группы армий «Дон», в результате чего немцам пришлось отказаться от дальнейших планов по деблокированию 6-й армии Паулюса. Наиболее отличившиеся в ходе операции соединения получили почётные наименования «Донские», «Кантемировские» и «Тацинские».